# Операция «Балак»

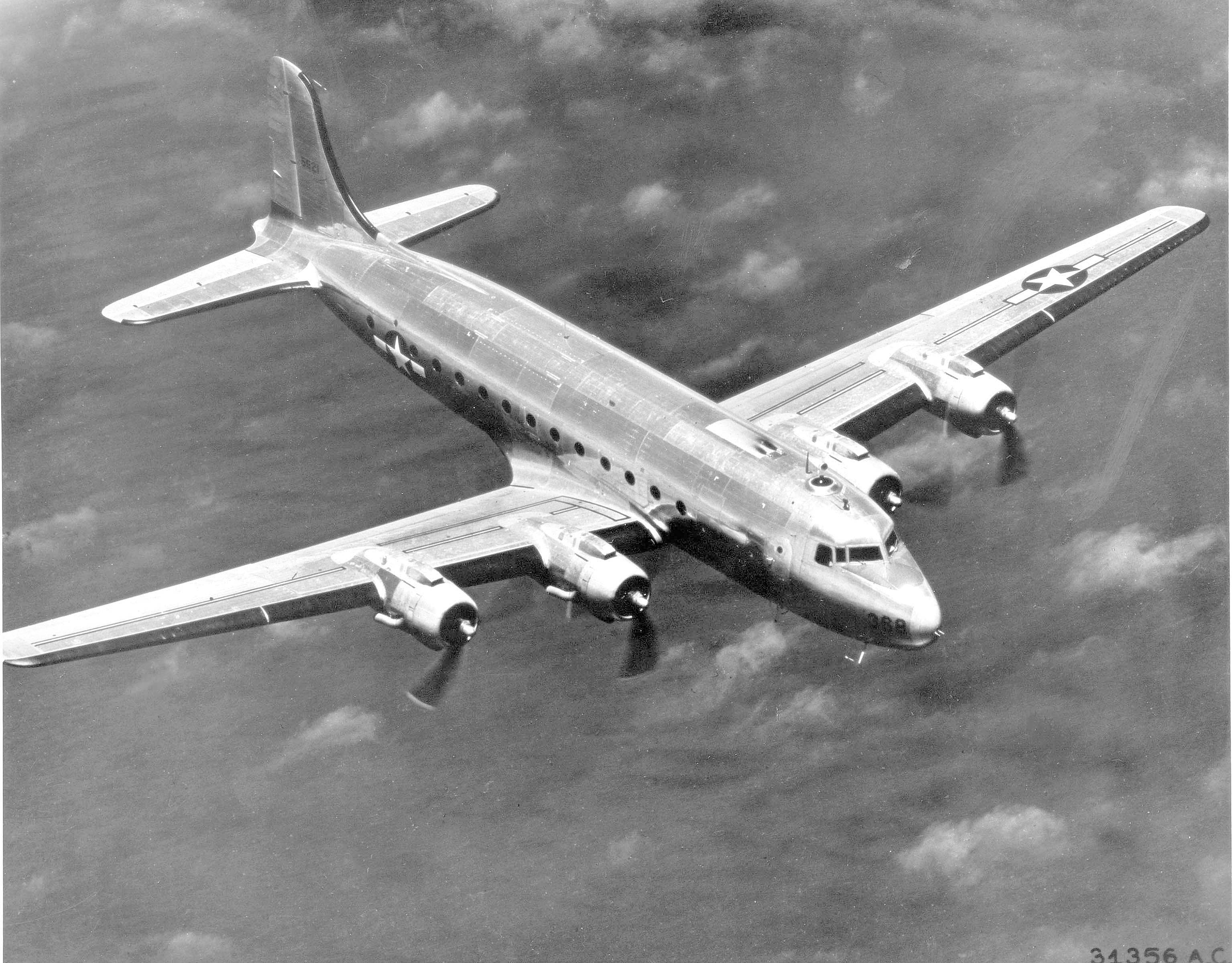
Douglas C-54 — один из типов самолётов, участвовавших в операции

Операция «Балак» (ивр. מבצע בלק‎) — проведённая в 1948 году операция по закупке оружия в Европе и контрабандной переправке его, в обход эмбарго на передачу оружия сионистам, в Израиль в период его основания.
Среди значительных составляющих операции была поставка 23 истребителей Avia S-199 чехословацкого производства (послевоенная версия «Мессершмиттов» Ме-109, производившихся во время Второй мировой войны для Люфтваффе).

## Этимология
Эпоним кодового названия операции — Балак (Валак) (ивр. בָּלָק‎), царь моавитян. Его именем назван один из недельных кругов чтений, в котором читается книга Чисел (Чис. 22—24), повествующая о жизни этого персонажа. В расширительно-собирательном толковании — «разрушитель».

## Содержание операции

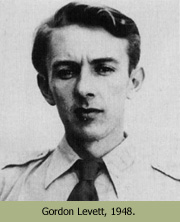
Гордон Леветт, подполковник ВВС Израиля, 1948.

В начале 1948 года участник Второй мировой войны, бывший лётчик Королевских ВВС Великобритании подполковник Гордон Леветт, уроженец графства Сассекс, вступил вместе с несколькими британскими лётчиками еврейского происхождения в добровольческие отряды «Махаль». Выросший в нищете, Леветт имел склонность к такого рода рискованным мероприятиям. «Оглядываясь назад, я вижу, что я никогда ни терял, но и не обретал ничего значительного; это судьба большинства из нас, — вспоминал позже Леветт, — однако мне всё же удалось оставить мир лучшим, нежели он был, когда я вошёл в него, ибо я помог основать Государство Израиль».
Первоначально к Леветту отнеслись с большим подозрением. «Мало того, что он не был евреем; Леветт был особенно непонятен, поскольку он был британцем», — писала Нью-Йорк Таймс. — «В тот момент, когда только что истёк срок британского мандата в проарабской Палестине, большинство израильтян считали всю английскую политику антисионистской».
Европейские эмиссары «Хаганы» (подпольной военной организации в Палестине), вербовавшие Леветта в марте 1948 года, также отнеслись к кандидату с высокой степенью подозрительности, пишет «Таймс». — «Во время последнего собеседования мне сказали: „мы почти убеждены, что вы английский шпион, но всё же возьмём вас, чтобы посмотреть, на что вы способны“», — рассказывал Леветт.
В июне Леветт получил задание перебрасывать истребители Avia S-199 чехословацкого производства своим ходом с военного аэродрома ВВС «Жатец» в 75 км к западу от Праги (кодовое название у израильтян «Эцион», или «Зебра») на аэродром Экрон (Акир) близ Реховота (ныне база Тель-Ноф ВВС Израиля). Распоряжением Владимира Клементиса (видного партийного деятеля, только что ставшего министром иностранных дел Чехословакии после Февральских событий 1948 года), весь аэродром Жатец был передан под командование «Хаганы», в лице Иегуды Бен-Хорина. Переброски продолжались на протяжении трёх месяцев, за которые Леветт, помимо истребителей, доставил в Израиль многие тонны оружия, боеприпасов, а также личного состава.

## Последствия
В 1950 году Владимира Клементиса арестовали при попытке нелегального перехода границы.
В конце 1952 года его, вместе с рядом других высокопоставленных государственных и партийных деятелей Чехословакии, включая Генерального секретаря ЦК КПЧ Рудольфа Сланского (всего 15 человек, 11 из которых были евреями), обвинили в «троцкистско-сионистско-титовском заговоре», в государственной измене, выдаче военных тайн, подрывной деятельности, экономическом саботаже и т. п.
В ходе процесса, состоявшегося с 20 по 27 ноября 1952 года, обвиняемые дали показания, из которых следовало, что «правительство Израиля добивалось выгодных для себя и грабительских для Чехословакии торговых соглашений», а сами они организовали «тайный, противоречащий национальным интересам вывоз из страны оружия для израильской армии», «вывозили из страны преступными путями огромные материальные и культурные ценности» и т. п.
Среди выступавших на суде свидетелей, полностью подтвердивших все эти обвинения, были два гражданина Израиля — М. Орен (1905—1985), один из лидеров партии Мапам, и Ш. Оренштейн, в прошлом работник израильского дипломатического представительства в Праге, затем бизнесмен. Арестованные чехословацкими органами безопасности в 1951 году, в 1953 году оба они были приговорены к пожизненному тюремному заключению, но в 1954 году вышли на свободу.
По делу Сланского трибунал приговорил 11 подсудимых, включая Клементиса, а также заместителя министра нацбезопасности Карела Шваба к смертной казни (приведено в исполнение 3 декабря 1952 года). Трое, включая двух заместителей Клементиса (Вавро Гайду и Артур Лондон, оба евреи) были приговорены к пожизненному заключению.